# Escuts d'armes papals
Durant com a mínim 800 anys, cadascun dels papes ha tingut el seu escut d'armes personal, a més de l'escut d'armes de la Santa Seu. El Papa Innocenci IV (1243-1254) és possiblement el primer que usà un escut personal, però el primer escut que es coneix és el de Bonifaci VIII (1294-1303). Al segle xvii s'atribuïren escuts d'armes a papes anteriors.
Tots els escuts d'armes dels papes recents inclouen el símbol de la tiara papal com a timbre de l'escussó, fins que Benet XVI la substituí per la mitra i el pal·li (vegeu l'article: escut d'armes de Benet XVI). Un altre ornament extern són les Claus del Cel, una clau d'or i una altra de plata creuades, representant el poder de lligar i deslligar a la terra (plata) i al Cel (or), una referència a l'evangeli de Mateu:
| « | I jo et dic que tu ets Pere, i sobre aquesta pedra edificaré la meva Església, i les forces del reialme de la mort no la podran dominar. 19 Et donaré les claus del Regne del cel; tot allò que lliguis a la terra quedarà lligat al cel, i tot allò que deslliguis a la terra quedarà deslligat al cel. | » |

La clau d'or significa que el poder arriba al Cel i la clau de plata que s'estén a tots el fidels a la terra, la llaçada indica el nus entre els dos aspectes del poder, i que les claus estiguin lligades a la maneta simbolitza que el poder està en mans del Papa.

## Escuts d'armes papals

Lleó XIV (2025-)
Francesc (2013-2025)
Benet XVI (2005-2013)
St. Joan Pau II (1978-2005)
Joan Pau I (1978)
Sant Pau VI (1963-1978)
St. Joan XXIII (1958-1963)
Ven. Pius XII (1939-1958)
Pius XI (1922-1939)
Benet XV (1914-1922)
St. Pius X (1903-1914)
Lleó XIII (1878-1903)
Beat Pius IX (1846-1878)
Gregori XVI (1831-1846)
Pius VIII (1829-1830)
Lleó XII (1823-1829)
Pius VII (1800-1823)
Pius VI (1775-1799)
Climent XIV (1769-1774)
Climent XIII (1758-1769)
Benet XIV (1740-1758)
Climent XII (1730-1740)
Benet XIII (1724-1730)
Innocenci XIII (1721-1724)
Climent XI (1700-1721)
Innocenci XII (1691-1700)
Alexandre VIII (1689-1691)
Beat Innocenci XI (1676-1689)
Climent X (1670-1676)
Climent IX (1667-1669)
Alexandre VII (1655-1667)
Innocenci X (1644-1655)
Urbà VIII (1623-1644)
Gregori XV (1621-1623)
Pau V (1605-1621)
Lleó XI (1605-1605)
Climent VIII (1592-1605)
Innocenci IX (1591-1591)
Gregori XIV (1590-1591)
Urbà VII (1590-1590)
Sixt V (1585-1590)
Gregori XIII (1572-1585)
St. Pius V (1566-1572)
Pius IV (1559-1566)
Pau IV (1555-1559)
Marcel II (1555-1555)
Juli III (1550-1555)
Pau III (1534-1549)
Climent VII (1523-1534)
Adrià VI (1522-1523)
Lleó X (1513-1521)
Juli II (1503-1513)
Pius III (1503-1503)
Alexandre VI (1492-1503)
Innocenci VIII (1484-1492)
Sixt IV (1471-1484)
Pau II (1464-1471)
Pius II (1458-1464)
Calixt III (1455-1458)
Nicolau V (1447-1455)
Felix V (antipapa a Basilea; 1439-1449)
Eugeni IV (1431-1447)
Martí V (1417-1431)
Joan XXIII (antipapa a Pisa; 1410-1415)
Alexandre V (antipapa a Pisa; 1409-1410)
Gregori XII (1406-1415)
Innocenci VII (1404-1406)
Benet XIII (antipapa a Avinyó; 1394-1417)
Bonifaci IX (1389-1404)
Climent VII (antipapa a Avinyó; 1378-1394)
Urbà VI (1378-1389)
Gregori XI (1370-1378)
Urbà V (1362-1370)
Innocenci VI (1352-1362)
Climent VI (1342-1352)
Benet XII (1334-1342)
Joan XXII (1316-1334)
Climent V (1305-1314)
Benet XI (1303-1304)
Bonifaci VIII (1294-1303)
Celestí V (1294-1294)
Seu vacant (1292-1294)
Nicolau IV (1288-1292)
Honori IV (1285-1287)
Martí IV (1281-1285)
Nicolau III (1277-1280)
Joan XXI (1276-1277)
Adrià V (1276-1276)
Innocenci V (1276-1276)
Gregori X (1271-1276)
Climent IV (1265-1268)
Urbà IV (1261-1264)
Alexandre IV (1254-1261)
Innocenci IV (1243-1254)
Celestí IV (1241-1243)
Gregori IX (1227-1241)
Honori III (1216-1227)
Innocenci III (1198-1216)

## Escuts d'armes relatius
| Escut d'armes de la Santa Seu | Escut d'armes de la Ciutat del Vaticà           |                                                                   |
| Emblema del Papat.            | Emblema de la Ciutat del Vaticà (de la bandera) | Emblema de la Sede vacante, emprat quan no hi ha un Papa regnant. |